# Gyászos lappantyú
A gyászos lappantyú (Nyctipolus nigrescens) a madarak (Aves) osztályának a lappantyúalakúak (Caprimulgiformes) rendjéhez, ezen belül a lappantyúfélék (Caprimulgidae) családjához tartozó faj.

## Rendszerezése
A fajt először Jean Cabanis német ornitológus írta le 1848-ban, a Caprimulgus nembe Caprimulgus nigrescens néven, viszont 1912-ben John Livzey Ridgway leírta a Nyctipolus nemet, amibe manapság van sorolva. Rokona a spix-lappantyú (Nyctipolus hirundinaceus).

## Előfordulása
Dél-Amerikában, Bolívia, Brazília, Kolumbia, Ecuador, Francia Guyana, Guyana, Peru, Suriname és Venezuela területén honos. Természetes élőhelyei a szubtrópusi vagy trópusi síkvidéki esőerdők, szavannák és cserjések, sziklás környezetben, folyók és patakok környékén. Állandó, nem vonuló faj.

## Megjelenése
Testhossza 19,5–21,5 centiméter, testtömege 32–50 gramm körüli.

## Életmódja
Rovarokkal táplálkozik.

## Természetvédelmi helyzete
Az elterjedési területe rendkívül nagy, egyedszáma pedig stabil. A Természetvédelmi Világszövetség Vörös listáján nem fenyegetett fajként szerepel.